# Латур д’Овернь, Фредерик-Морис де
Фредерик-Морис де Ла Тур д’Овернь (фр. Frédéric-Maurice de La Tour d’Auvergne; 22 октября 1605, Седан — 9 августа 1652, Понтуаз) — французский генерал из рода Латуров, титулярный герцог Бульонский, активный участник Фронды. Старший брат маршала Тюренна.

## Биография
Фредерик-Морис де Ла Тур был сыном герцога Анри де Латур д’Оверня от его второго брака — с Елизаветой Оранской-Нассау, дочерью Вильгельма I Оранского. 
Был воспитан как гугенот, и уже в юности сражался в Нидерландах в войсках своего дяди, принца Морица Оранского. В 1635 году перешёл на французскую службу, принимал участие в сражениях Тридцатилетней войны.
Лишь после примирения со своим врагом, кардиналом Ришельё, в 1642 году получил командование над французской армией в Италии. Вскоре после этого был арестован в связи с участием в заговоре Сен-Мара. Будучи помилован королём, был вынужден отказаться в его пользу от принадлежавших суверенных прав на княжество Седан.
Перейдя позднее в католицизм, Фредерик-Морис де Ла Тур переехал в Рим, где служил командующим папскими войсками.
В 1649 году генерал вернулся во Францию и принял участие в «фронде принцев». В 1651 году де Ла Тур получил в обмен на другие имения свои владения Седан и Рокур обратно как лен от французской короны.